# Without Blood (película)
Without Blood es una próxima película de drama bélico estadounidense-italiana, dirigida y escrita por Angelina Jolie, y basada en la novela Sin sangre de Alessandro Baricco publicada en 2003. Está protagonizada por Salma Hayek, Demián Bichir y Juan Minujín. 

## Sinopsis
La historia gira en torno a Nina, quién sobrevivió a una guerra solo para descubrir que su trauma alimenta su venganza años después contra quiénes la lastimaron.

## Reparto
- Salma Hayek como Nina [2]
  - Karolay Fernández como Nina (14 años)
  - Angelica Pisilli como Nina (30 años)
- Demián Bichir como Tito [2]
  - Ariel Pérez-Lima como Tito (17 años)[2]
  - Patricio José como Tito (33 años)
- Juan Minujín como Salinas[2]
- Alfredo Herrera como Manuel [2]
- Andrés Delgado como Hermano de Salinas
- Luis Alberti como Conde
- Jorge Antonio Guerrero como El Blanco
- Alessandro D’Antuono como Hermano de Nina
- Maddox Chivan Jolie-Pitt
- Juan Carlos Huguenin
- Pax Thien Jolie-Pitt
- Pedro Hernández

## Producción

### Preproducción
El 9 de junio de 2022 los productores Luca Fortunato Asquini, Luca Fortunato Asquini y Roberto Malerba anunciaron que estaban desarrollando una nueva cinta basada en una famosa novela italiana. El 10 de junio se anunció a través de GQ que la productora Fremantle había firmado un contrato por tres años con la actriz y directora Angelina Jolie para encargarse de un proyecto. Ese mismo mes se reveló que desarrollaría la adaptación a la gran pantalla de la novela Without Blood de Alessandro Baricco, fungiendo como guionista, además se dio a conocer que los mexicanos Salma Hayek —con quién trabajó previamente en Eternals— y Demián Bichir protagonizarían la cinta, a la que describieron como un "thriller de violencia y venganza". El 7 de julio Juan Minujín y Alfredo Herrera se unieron al elenco en papeles no revelados.

### Rodaje
El rodaje comenzó en junio, teniendo como locaciones Roma, Basilicata y Puglia, en Italia.